# Sophienhaus (Hannover)

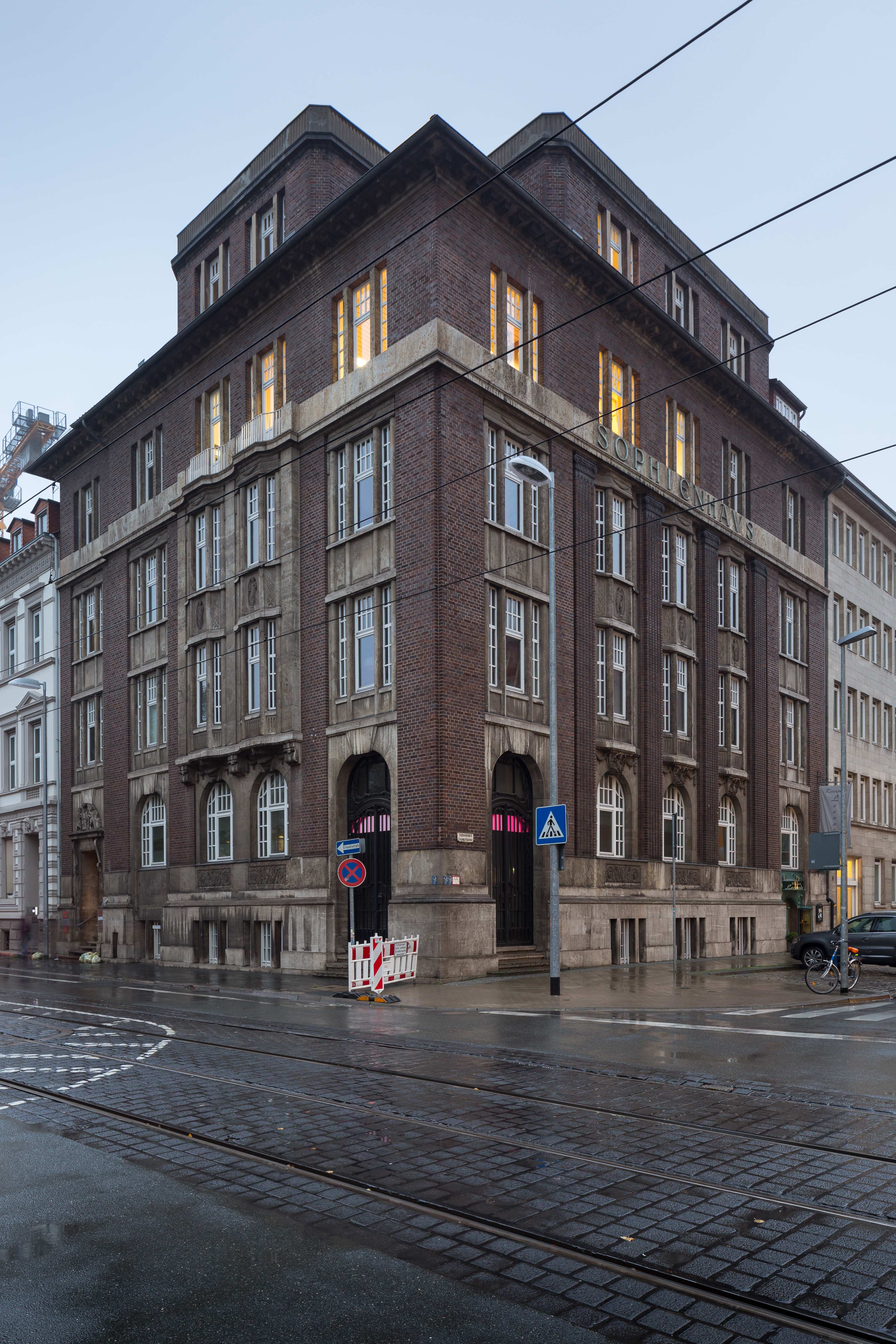
Sophienhaus in Hannover

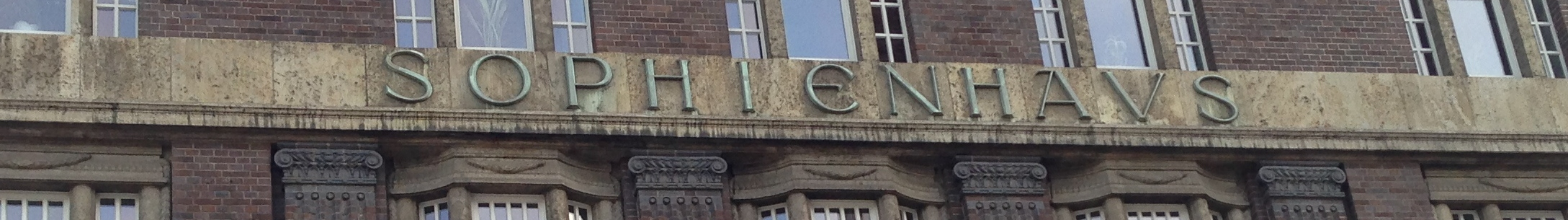
Hausname an der Fassade

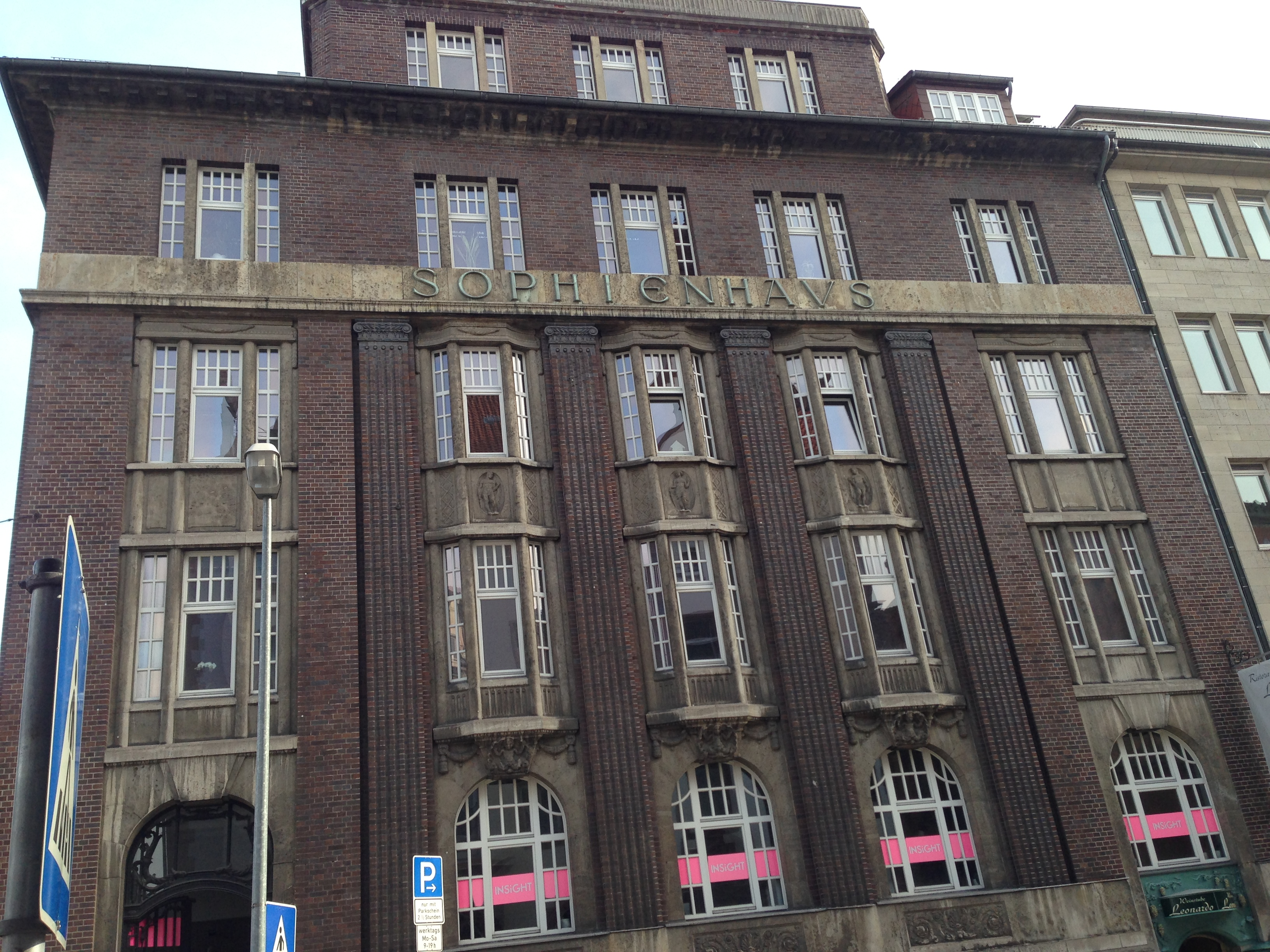
Fassade in der Sophienstraße

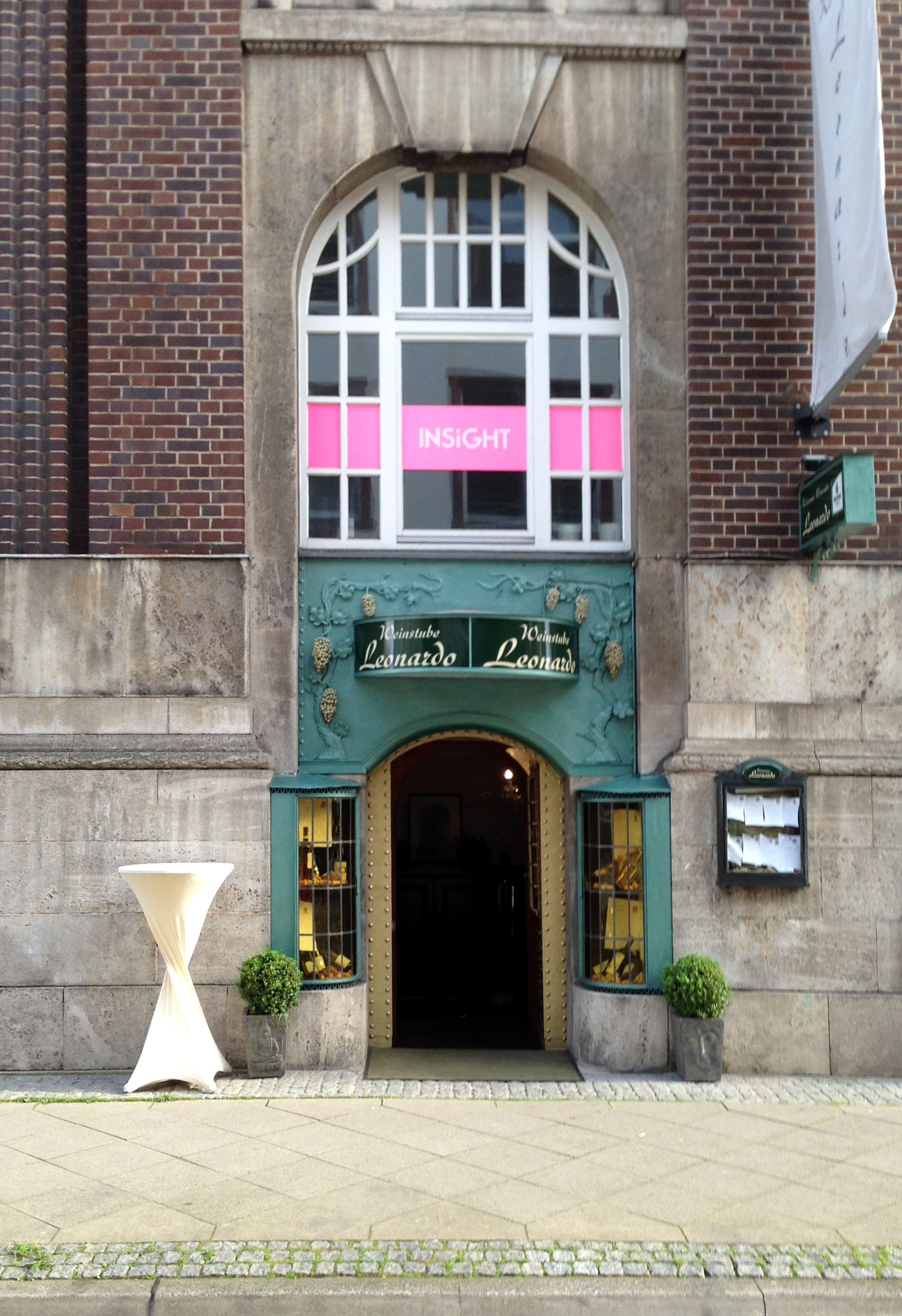
Portal der Weinstube (2014)

Das Sophienhaus ist ein denkmalgeschütztes Geschäftshaus in der Sophienstraße in Hannover-Mitte.

## Bauwerk
Das denkmalgeschützte Sophienhaus ist ein Eckhaus an der Kreuzung Sophienstraße 6 / Prinzenstraße im ehemaligen Bankenviertel der Ernst-August-Stadt in Hannover-Mitte. Es wurde 1913/1914 für die Weinhandlung Fey durch den Architekten Alexander Kölliker im Stil der Reformarchitektur anstelle eines bereits vorhandenen Vorgängerbaus erbaut. Im Jahr der Fertigstellung wurde in welfisch gesinnten Kreisen Hannovers des 200ste Todestages von Sophie von Hannover und der mit ihr verbundenen Personalunion zwischen Großbritannien und Hannover gedacht. Die Weinhandlung Fey wurde seit 1905 in zweiter Generation von Henry Fey († 1914) geführt. Später wurde das Sophienhaus von der Braunschweig-Hannoverschen Hypothekenbank, die ihren Hannoverschen Hauptsitz in der Landschaftstraße 8 hatte, als Bankverwaltungsgebäude mitgenutzt, heute ist es ein Büro- und Geschäftshaus. An den ehemaligen Bauherrn erinnert die heute noch bestehende Weinstube im Basement des Gebäudes mit ihrem in Kupfer eingefassten Portal mit Weinranken und Weinreben im Stil der Zeit der Entstehung des Gebäudes. Sie war an dieser Anschrift schon ab 1885 (also im Vorgängergebäude) bekannt und wurde noch lange nach dem Zweiten Weltkrieg als Fey’s Weinstube geführt.

## Baubeschreibung
Das Sophienhaus verfügt über eine Klinkerfassade, die oberhalb des Natursteinsockels vom Hochparterre bis in das Zweite Obergeschoss hinein vertikal reich gegliedert ist. Einmal durch Fensterbänder in Natursteinbändern, teilweise als Erker ausgebildet, zum anderen durch vier ionische Halbsäulen in Klinker an der Fassade zur Sophienstraße. Die drei Hauszugänge sind ebenfalls als vier Natursteinportale ausgebildet (der repräsentative, laubenartig eingezogene Eckeingang mit gleich zwei Portalen vor der dahinter liegenden Aufgangstreppe) und in die vertikalen Fensterbänder des Hauses an den Außenseiten beider Fassaden integriert. Aufwändige schmiedeeiserne Türgitter trugen früheren Sicherheitsbedürfnissen hinreichend Rechnung. Die vertikale Fassadengestaltung ist zu den oberen Geschossen (3. Obergeschoss und Dachgeschoss mit großen Klinkergauben) durch ein horizontales Natursteinband mit dem Hausnamen abgesetzt, oberhalb überwiegt daher der Klinker ohne jede weitere vertikale Fassadengliederung, wenn man von den Dachüberständen einmal absieht.

## Nutzer
Zu den Nutzern des Geschäftshauses zählt neben der bereits erwähnten Weinstube als einer der Büronutzer der Philologenverband Niedersachsen mit seiner Geschäftsstelle. Die Weinstube wurde 1997 bis 2009 vom Sternekoch Dieter Biesler betrieben, der in Hannover einen Namen für seine „Gesinde-Küche“ hatte. Wolfram Siebeck beschrieb sie und die Besuche Gerhard Schröders als Bundeskanzler in Bieslers Weinstube.